# Yamilet Mirabal de Chirino
Pour les articles homonymes, voir Mirabal.
Yamilet Mirabal de Chirino, de son nom complet Yamilet Mirabal Calderón de Chirino, est une femme politique vénézuélienne, née à Maroa le 14 février 1980. Elle a été ministre des Peuples indigènes du Venezuela entre juin 2017 et janvier 2018. Après avoir été remplacée par Aloha Núñez, qu'elle avait également remplacée en 2017, elle est de nouveau ministre des Peuples indigènes entre 2020 et août 2021. 

## Biographie
En août 2021, elle devient candidate pour le parti socialiste unifié du Venezuela du président Nicolás Maduro pour la mairie de la municipalité d'Atures dans l'État d'Amazonas aux élections de novembre 2021.